# Mestocharella costulata
Mestocharella costulata är en stekelart som beskrevs av Kamijo 1994. Mestocharella costulata ingår i släktet Mestocharella och familjen finglanssteklar. Inga underarter finns listade i Catalogue of Life.